# Missolonghi–Aitoliko Lagunerne
Missolonghi-Aitoliko lagunerne ligger i den nordlige del af Patrasbugten ved vestkysten centralgrækenland i Grækenland. De er nogle af de vigtigste middelhavslaguner. Det er et lavvandet område på 150 km2, forlænget mellem floderne Acheloos og Evinos. Det er beskyttet af Ramsarkonventionen, og det er også inkluderet i Natura 2000-netværket.
Den største del er Kentriki Limnothalassa ("central lagunen"), der er et lavt hav adskilt fra Patrasbugten og Det Joniske Hav med en kæde af sandøer og er karakteriseret som en åben lagune. Mod nord er Aitoliko-lagunen forbundet med den centrale lagune med en smal "hals" og ligner mere en dyb sø (28 m dyb) end en lagune. Anatoliki Klisova, Dytiki Klisova samt kompleksets vestlige laguner, nemlig Tholi og Palaiopotamos, er nogle lavvandede områder karakteriseret som lukkede laguner. Disse har forbindelse med havet via kanaler og modtager ferskvand fra afløbssystemet i regionen. Disse laguner ligner de typiske laguner i Norditalien, hvor vallicultura (laguneakvakultur) praktiseres. Bunden af det vestlige og nordvestlige område af dette system er mudret i modsætning til den sydlige og sydøstlige del, som er dannet af sand og mudder og næsten er fuldstændig dækket af havgræsarten Cymodocea nodosa . De seks forskellige laguner kan defineres ved deres topografiske og hydrologiske egenskaber.

## Fiskeri i lagunerne
Missolonghi - Aitoliko lagunesystemet ejes af den græske stat. De udnyttes med omfattende opdræt, hovedsageligt af unge fisk (hovedsageligt yngel samt 1 og 2 år gamle eksemplarer). Otte r lagunerne og udnytter de to typer barrierefælder, der er installeret ved grænsen mellem lagunen og havet, og leverer de vigtigste fiskefangster.
Disse er passive redskaber og deres position samt deres art og den effektive fiskeriperiode forblev uændret i løbet af de sidste århundreder. De såkaldte uafhængige fiskere, der hovedsageligt fisker med lys, spyd og langline, bruger lagunesystemets ikke-udlejede område. Endvidere bruges fiskenet og dyppenet i lagunen året rundt.
De samlede årlige fiskefangster faldt fra 1500 - 2000 ton i 1960'erne til 1300 - 1500 ton i de senere år og leveres af 200 fiskere, der arbejder ved barrierefælderne og 700 (uafhængige fiskere), der fisker i lagunen.
Fangsterne består hovedsageligt af 16 arter tilhørende 8 familier. Ål ( Anguilla anguilla ), fire arter af Multer (Liza saliens, Liza aurata , Liza ramada og Mugil cephalus ), to arter af Sparidae (Sparus aurata og Diplodus annularis ) og en art af Muller ( Mullus barbatus ) repræsenterer mere end 92% af de samlede årlige landinger. Fiskerilandingenes sammensætning varierer mellem lagunerne.

## Øer i Missolonghi-Aitoliko lagunerne
- Aitoliko
- Dolmas
- Kleisova
- Komma
- Prokopanistos
- Schinias
- Tourlida
- Vasiladi